# Maksim Čudinov
Maksim Valer'evič Čudinov (in russo Максим Валерьевич Чудинов?; Čerepovec, 25 marzo 1990) è un hockeista su ghiaccio russo.

## Palmarès

### Mondiali
- 3 medaglie:
  - 1 oro (Bielorussia 2014)
  - 1 argento (Repubblica Ceca 2015)
  - 1 bronzo (Russia 2016)